# Hegesias
Hegesias var en grekisk filosof ca 330 - 270 f. Kr.

## Biografi
Hegesias var verksam i Alexandria. Han omsvängde Aristippos och Kyrenaiska skolans lustlära i starkt pessimistisk riktning. 
I skriften Självmördaren och i sina föredrag hävdade han, att om livets mening ligger i lusten, så måste döden vara att föredra, då olusten vida överstiger lusten under ett levnadslopp. Hegesias fick därigenom tillnamnet Peistithanatos, "dödsövertalaren". Av rädsla för en självmordsepidemi sägs myndigheterna ha förbjudit hans föreläsningar.